# Formiguer gegant
|  | Per a altres significats, vegeu «Os formiguer pigmeu». |

El formiguer gegant o os formiguer (Myrmecophaga tridactyla), és un mamífer insectívor gros oriünd de Centreamèrica i Sud-amèrica. És una de les quatre espècies vivents de vermilingüe, grup que formen l'ordre dels pilosos juntament amb els peresosos. A diferència dels altres vermilingües i els peresosos, que són arborícoles o semiarborícoles, el formiguer gerant passa gran part de temps a terra. Es tracta del representant més gros de la seva família, amb una llargada de 182-217 cm i un pes de 33-41 kg (mascles) o 27-39 kg (femelles). Les seves característiques més distintives són el musell llarg, la cua gruixuda, les urpes anteriors llargues i la coloració del pelatge.
El formiguer gegant viu en diferents hàbitats, incloent-hi els herbassars i les selves pluvials. Busca aliment a zones obertes, però descansa en àrees poblades d'arbres. Menja principalment formigues i tèrmits que extrau del sòl amb les urpes davanteres i atrapa amb la seva llengua llarga i enganxifosa. Tot i que els seus territoris s'encavalquen, els formiguers gegants són animals solitaris excepte en el marc de la relació mare-cria, interaccions agressives entre mascles i l'aparellament. Les mares porten les cries a l'esquena fins al seu deslletament.
El formiguer gegant està allistat com a espècie vulnerable per la Unió Internacional per a la Conservació de la Natura (UICN). S'ha extingit localment en diversos llocs, incloent-hi gairebé tot Centreamèrica. Són amenaces a la seva supervivència, entre d'altres, la destrucció del seu hàbitat, el foc i la caça furtiva per a obtenir-ne la pell i la carn tot i que alguns formiguers gegants  habiten àrees protegides. A causa de la seva aparença i costums distintius, el formiguer gegant forma part de diversos mites i folklore americans precolombins i també de la cultura moderna.